# Mark Ibold
Mark Ibold (Cincinnati, 17 ottobre 1962) è un musicista statunitense, giunto al successo, negli anni novanta, come bassista della band indie rock Pavement. Ha fatto parte dei Sonic Youth dal 2006 sino allo scioglimento nel 2011.

## Biografia
Nato a Cincinnati, tra la fine degli anni ottanta e l'inizio del decennio successivo ebbe la sua prima esperienza con una band, i Dustdevils, con cui pubblica, nel 1990, l'album Rhenyards Grin. Nel 1992, in occasione del tour promozionale del loro disco di debutto Slanted and Enchanted, Ibold si unisce ai Pavement con cui, nel corso di una decennale carriera, pubblica cinque album, nove EP e undici singoli, prima della separazione della band, avvenuta nel 1999.
Contemporaneamente all'attività con i Pavement, all'inizio del 1993, partecipa anche al progetto Free Kitten, un super-gruppo che comprendeva, oltre a lui, anche Kim Gordon dei Sonic Youth, Julie Cafritz dei Pussy Galore e Yoshimi P-We dei Boredoms. Con loro pubblica due album ed una serie di singoli, esibendosi anche in alcuni spettacoli dal vivo.
Nel 2006, dopo la separazione dei Pavement, si è unito ai Sonic Youth per partecipare al tour promozionale del loro album Rather Ripped e, a partire dal 2009, è diventato a pieno titolo un componente della band.
Nel 2000, è apparso in un cameo nel terzo episodio (intitolato  The Virgin Jerri) della seconda stagione della sitcom televisiva Strangers with Candy con un personaggio, chiaramente autobiografico, chiamato Mark il bassista. Dal 1999, quando non impegnato come musicista, lavora come barista al Great Jones Cafe di New York.

## Discografia

### Album con i Dustdevils
- 1990 - Rhenyards Grin

### Album con i Pavement
- 1994 - Crooked Rain, Crooked Rain
- 1995 - Wowee Zowee
- 1996 - Brighten the Corners
- 1998 - Terror Twilight

### Album con i Free Kitten
- 1995 - Nice Ass
- 1997 - Sentimental Education

### Album con i Sonic Youth
- 2009 - The Eternal